# هارشالي مالهوترا
هارشالي مالهوترا هي ممثلة هندية، ولدت في عام 2008، شاركت وهي في سن السابعة من عمرها في بطولة فيلم باجرانغي بهايجان مع الممثل الهندي سلمان خان و الممثلة كارينا كابور، وجسدت من خلاله شخصية فتاة باكستانية تائهة في الهند. وشاركت في مسلسلات هندية مثل قبول وجودا أكبر . وعقب أدائها في فيلم باجرانغي بهايجان تلقت الممثلة الطفلة كم كبير من مدح النقاد والجماهير على أدائها الرائع في الفيلم، رغم أنها لم تتكلم إلا في نهاية الفيلم.

## أفلام
| الفيلم           | العام | الدور        |
| ---------------- | ----- | ------------ |
| باجرانغى باهيجان | 2015  | شاهدة (موني) |
| ناستيك           | 2019  |              |

## قائمة المسلسلات
| المسلسل   | العام |
| --------- | ----- |
| قبول      | 2012  |
| جودا أكبر | 2013  |

## الجوائز
| العام | الفيلم           | الجائزة                       | الوصف                     | النتيجة |
| ----- | ---------------- | ----------------------------- | ------------------------- | ------- |
| 2015  | باجرانغي بهايجان | Big Star Entertainment Awards | الممثل الطفل الأكثر تسلية | فائز    |
| 2015  | باجرانغي بهايجان | Big Star Entertainment Awards | الممثلة الأكثر تسلية      | مترشح   |
| 2015  | باجرانغي بهايجان | Star Guild Awards             | أفضل فنان طفل             | فائز    |
| 2015  | باجرانغي بهايجان | Star Guild Awards             | أفضل ظهور لأول مرة (أنثى) | مترشح   |
| 2015  | باجرانغي بهايجان | Filmfare Awards               | أفضل ظهور لأول مرة (أنثى) | مترشح   |
| 2015  | باجرانغي بهايجان | Stardust Awards               | أفضل فنان طفل             | فائز    |
| 2015  | باجرانغي بهايجان | Screen Awards                 | أفضل فنان طفل             | فائز    |
| 2015  | باجرانغي بهايجان | Zee Cine Awards               | أفضل ظهور لأول مرة (أنثى) | فائز    |

## وصلات خارجية
- هارشالي مالهوترا على موقع IMDb (الإنجليزية)
- هارشالي مالهوترا على موقع قاعدة بيانات الفيلم (الإنجليزية)
- هارشالي مالهوترا على موقع كينوبويسك (الروسية)
- هارشالي مالهوترا  على فيسبوك.
- هارشالي مالهوترا على إنستغرام